# إيفان سيفوينتيس
إيفان سيفوينتيس (بالإسبانية: Iván Cifuentes Román)‏ هو لاعب كرة قدم إسباني في مركز الهجوم، ولد في 10 يناير 1996 في البسيط في إسبانيا. لعب مع نادي ألباسيتي.

## وصلات خارجية
- إيفان سيفوينتيس على موقع قاعدة بيانات كرة القدم.إي يو (الإنجليزية)
- إيفان سيفوينتيس على موقع Soccerway.com (الإنجليزية)
- إيفان سيفوينتيس على موقع AS.com (الإسبانية)